# Elatostema viridescens
Elatostema viridescens är en nässelväxtart som beskrevs av Adolph Daniel Edward Elmer. Elatostema viridescens ingår i släktet Elatostema och familjen nässelväxter. Inga underarter finns listade i Catalogue of Life.